# Peu de rata rosat
El peu de rata rosat (Ramaria botrytis) és una espècie de fong de l'ordre dels gomfals (Gomphales). És un bolet comestible però difícil de diferenciar d'espècies tòxiques.

## Noms comuns
Ramaria botrytis rep diversos noms comuns: peu de rata rosat, peu de rata coliflor, coliflor, manetes de coliflor, peu de rata de faig i peu de rata avinagrat.

## Taxonomia
Ramaria botrytis prové del llatí ramus: branca i del grec botrîtys: nom d'una pedra preciosa en forma de raïm.

## Descripció
És un bolet molt ramificat en forma de corall, que pot fer entre 7 i 15 cm d'alçària i uns 20 cm d'amplada. La carn és blanca, compacta, però fàcilment trencadissa, de color rosat a les puntes de les ramificacions.

## Hàbitat
Viuen en boscos caducifolis amb pins a la tardor.

## Gastronomia
És comestible, sempre que sigui jove i eliminant les ramificacions. Tampoc pot estar podrida ni plena d'aigua. Aquestes recomanacions es poden estendre a la resta de ramàries (o clavàries) comestibles com el peu de rata groc (Ramaria aurea) o el peu de rata blanc (Ramaria flava).

## Perill de confusió
Té, però, el problema que és difícil de diferenciar d'altres espècies molt semblants com el peu de rata bord (Ramaria formosa), que és tòxica i pot originar greus diarrees.